# パテ・ニュース
パテ・ニュース は、シャルル・パテによって設立され、1910年から1970年にかけてイギリスでニュース映画とドキュメンタリーを制作していた会社である。パテ・ニュースのアーカイブは"British Pathé"として知られており、ニュースフィルムや映画のコレクションは完全にデジタル化され、オンラインで入手できる。

## 歴史

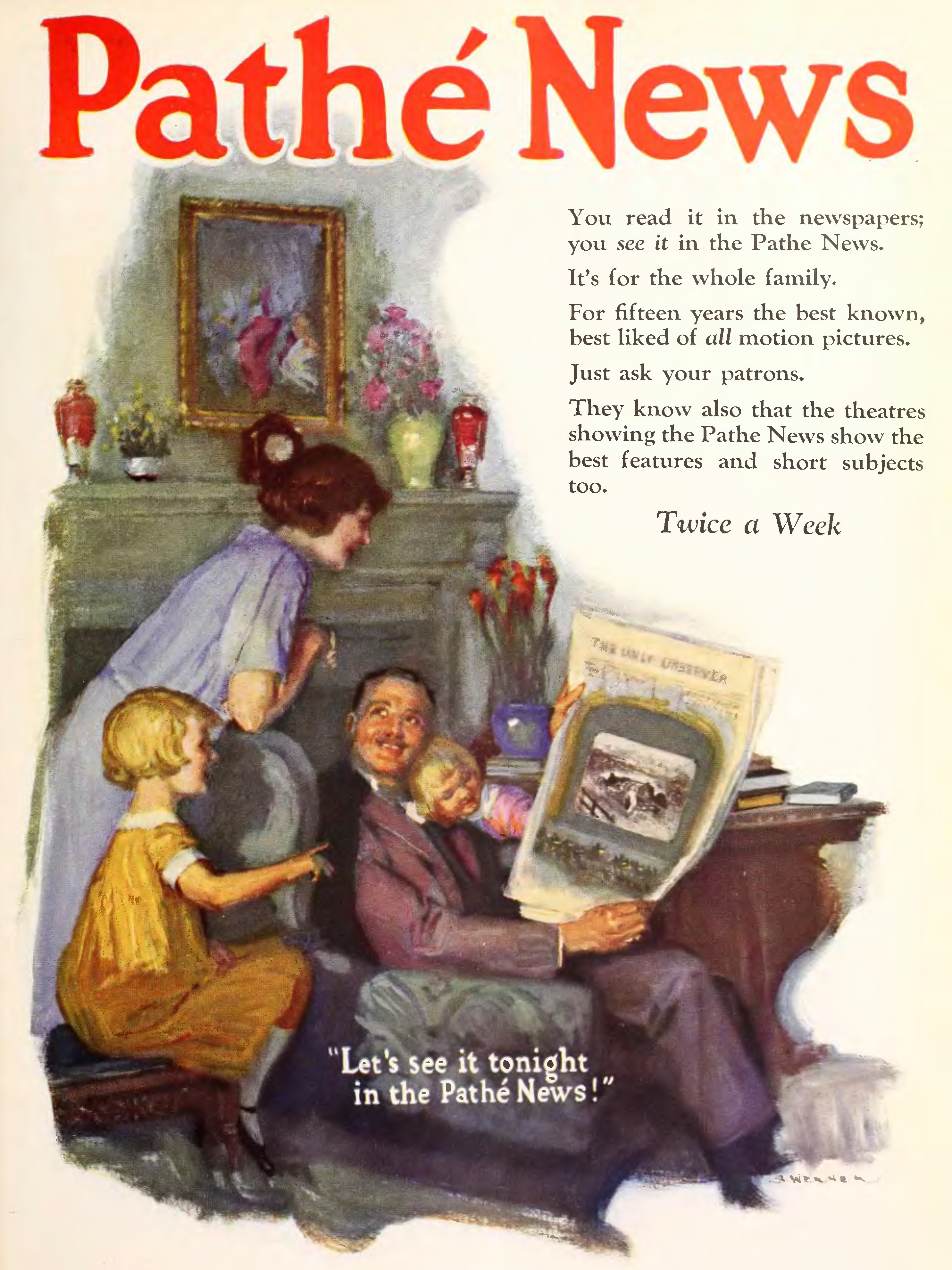
パテ・ニュースの広告(1926)

1896年にシャルル・パテとその兄弟たちによってパテ兄弟商会が設立された。シャルル・パテは、会社のトレードマークとして国の紋章であるガリアの雄鶏を採用した。その後、社名を「Compagnie Générale des Établissements Pathé Frères Phonographes & Cinématographes」（パテ兄弟フォノグラフ・シネマトグラフ株式会社、C.G.P.C）と改め、ニュース映画事業を開始した。French Pathéは1908年にニュース映画を始め、1910年にワルドール通りにニュース映画事務所を開設した。
ニュース映画は映画館で上映され、1928年まではサイレント映画だった。約4分のフィルムが隔週で発行された。パテのニュース映画では、フランツ・ライヒェルトがエッフェル塔からパラシュートで飛び降りて死亡した事件や、エミリー・デイヴィソンが第134回ダービーステークスで競走馬の前に飛び出て負傷し、その後死亡した事件などが撮影された。
第一次世界大戦中、ニュース映画は「Pathé Animated Gazettes」と呼ばれ、初めて新聞に競争をもたらした。1918年以降、ブリティッシュ・パテは一連の制作を開始したが、そのニュース映画は従来より長く、より包括的であった。
1927年、パテは長編ニュース映画部門とニュース映画部門であるブリティッシュ・パテをファースト・ナショナルに売却した。その後1933年にブリティッシュ・インターナショナル・ピクチャーズに売却され、1958年にはワーナー・ブラザースに売却された。テレビと競争できなくなったため、1970年2月には映画の製作を中止した。

## デジタル化
ライブラリー自体は、Associated British PictureとともにEMI Filmsに売却され、その後、複数回売却されたが、2009年に独自に再開された。長編映画部門は現在スタジオカナルの一部であり、ブリティッシュ・パテの最初の親会社であるフランスの映画会社パテとはもはや関係がない。
2002年には、イギリス国立ロトから部分的に資金提供を受け、アーカイブ全体がデジタル化された。アーカイブには現在、3,500時間以上の映画、90,000の個別アイテム、1200万のスチール写真が保存されている。2009年2月7日、ブリティッシュ・パテは映画アーカイブのYouTubeチャンネルを立ち上げ、2014年4月には85,000本の歴史的フィルムの全コレクションがアップロードされた。
アーカイブには現在、ロイターの歴史的コレクションの資料が含まれている。アーカイブのうち、アイルランド島の出来事を扱っていた一部は、アイルランド映画協会のIrish Film Archiveと共有された。

## アメリカのパテ・ニュース
1911年にパテ・ウィークリーとして始まったパテ・ニュースの米国版は、パテの米国支社であるパテ・エクスチェンジが独立した1921年以降、ブリティッシュ・パテや世界中の他のニュース映画とはもはや関連がなくなった。RKOは、1931年にパテ・ニュースとパテ・エクスチェンジの残りの資産のほとんどを買収し、RKO PathéNewsと改名した。1947年にワーナー・ブラザースはRKOからこのニュース映画を購入し、Warner PathéNewsと改名した。
1956年、ワーナー・ブラザースは劇場用ニュース映画の制作を中止し、パテ・ニュース映画ライブラリー、38の劇場用短編映画、商標、著作権およびその他の財産をStudio Films, Inc.に売却した。その後、両社の名称および映画財産はPathéNews, Inc.に再ブランド化された。
PathéNews Film Libraryの50%の持分は1958年にSherman Grinbergに売却され、マーケティング権をライセンスし、ライブラリーを販売する唯一の独占的権利を保持した。
現在、PathéNews, Inc.は家族経営の私企業である。